# Sverepec
Sverepec (in ungherese Lejtős) è un comune della Slovacchia facente parte del distretto di Považská Bystrica, nella regione di Trenčín.